# هیکورودا شکیبتاری
هیکورودا شکیبتاری (انگلیسی: Hekurudha Shqiptare) شرکت دولتی ترابری ریلی آلبانیایی است، که در سال ۱۹۴۵ تأسیس شد.